# Miguel Castaño Guerrero
Miguel Castaño Guerrero fue un pintor español del siglo XIX.

## Biografía
Pintor natural de Granada, fue discípulo en Madrid de la Escuela Superior de Pintura, Escultura y Grabado. Concurrió con numerosas acuarelas a las Exposiciones del Círculo de Bellas Artes celebradas a comienzos de la década de 1880, a la Nacional de 1881 y a la abierta por la Sociedad La Acuarela en 1882. Entre sus obras se encontraron Interior de la capilla del Obispo en Madrid, Una gitana, Estudio, Dilettanti, Un centinela, De vuelta del mercado, una escena de Pepita Jiménez, Una mora, País de los alrededores de Madrid, dos Vistas del Generalife, Leñador, Aldeana en la fuente, Un gitano, Joven de Salamanca, El primer dolor (verdadero idilio infantil), Una campesina de Soria y el Sepulcro de Cisneros.